# راي داون تشونغ
راي داون تشونغ (بالإنجليزية: Rae Dawn Chong)‏ (و. 1961  م) هي ممثلة، ومخرجة أفلام، وممثلة تلفزيونية، وممثلة أفلام من كندا، والولايات المتحدة، ولدت في إدمونتون.
.

## وصلات خارجية
- راي داون تشونغ على موقع IMDb (الإنجليزية)
- راي داون تشونغ على موقع ألو سيني (الفرنسية)
- راي داون تشونغ على موقع أول موفي (الإنجليزية)
- راي داون تشونغ على موقع قاعدة بيانات برودواي على الإنترنت (الإنجليزية)
- راي داون تشونغ على موقع قاعدة بيانات الأفلام السويدية (السويدية)
- راي داون تشونغ على موقع إن إن دي بي (الإنجليزية)
- راي داون تشونغ على موقع قاعدة بيانات الفيلم (الإنجليزية)
- راي داون تشونغ على موقع كينوبويسك (الروسية)